# Pontycymer
Pontycymer (ou Pontycymmer) est un village ancien du pays de Galles, situé dans le county borough de Bridgend à l'est de Swansea.